# Las Cocheras
Il complesso Las Cocheras è stato realizzato tra il 1968 e il 1971 nel quartiere Sartia a Barcellona su progetto dell'architetto Jose A. Coderch. Su un terreno di forma irregolare vengono realizzate tre aggregazioni illineari parallele di grandi blocchi, costituiti dal montaggio di quattro cellule abitative.
Esso risulta come nodo terminale di attacco con altri blocchi che costituiscono la lunga aggregazione a catena delle residenze vicine.
In questo progetto, sia nelle prime soluzioni che in quella definitiva, Coderch disegna un brano di tessuto urbano che ha un chiaro riferimento alle regole della città della storia. Tre assi paralleli fra loro definiscono la posizione dei blocchi costruiti; lungo uno degli assi si realizza una piazza di forma quasi quadrata; la posizione dello spazio collettivo rappresenta così un'eccezione alla regola data e media il cambio di giacitura del quarto asse stradale che delimita il lotto di progetto. Lo spazio piazza ha, dunque, forma regolare pur se uno dei suoi bordi è in contatto diretto con l'elemento che per la sua posizione determina la deformazione dell'isolato.
Coderch lavora su una “soluzione urbana” adattando il progetto alla forma non regolare che gli viene assegnata ed assecondando con il suo disegno l'eccezione esistente. Il valore di posizione degli elementi, dei corpi costruiti così come degli spazi liberi, determina la qualità dello spazio; tracciare strade interne e disegnare una piazza, luogo collettivo del nuovo insediamento, significa riconoscere la forza strutturante di un impianto, operazione questa che Coderch conferma nel disegno negli elementi di arredo delle strade e di tutti gli spazi comuni e dell'utilizzo del verde come elemento unificante.
Il traffico veicolare è spostato a livello sotterraneo, a conferma ulteriore della scelta di creare un brano finito di città, ma che abbia la sua forza anche nell'isolamento operato attraverso la pedonalizzazione, cioè attraverso la scelta di un preciso modo di fruizione ed utilizzo dello spazio stesso.
Questo complesso, progettato tenendo conto dell'alta densità che le norme di pianificazione del tempo davano, è stato pensato con l'utilizzo di edifici di cinque piani.
L'impostazione degli edifici è singolare, infatti la compattezza dei volumi, scavati solo in pochi punti, sembrano sovrapposti su puntuali elementi che disegnano i prospetti; in questo caso la matericità, il peso dell'edificio è esaltato dell'utilizzo del mattone faccia vista, materiale con il quale sono rivestiti anche i camini. Questo materiale è quello che Coderch più spesso adopera nelle case urbane.
Le seghettature delle fronti del complesso, dovute alla sporgenza delle scatole dei balconi e dei cassonetti degli avvolgibili, concorrono a creare piccoli luoghi esterni protetti sui quali affacciano le finestre.

## I caratteri comuni fra i due progetti barcellonesi di Coderch
Tra il 1967 e il 1973 era già stato costruito a Barcellona, su progetto di Coderch, il complesso residenziale Banco Urquijo.
Lo studio della forma della città e dei principi insediativi, con tutta la sua complessità è restituita nei progetti degli insediamenti residenziali e nella distribuzione planimetrica dei suoi edifici.
La contestualizzazione delle architetture è sempre stato un elemento fondamentale dei progetti di Coderch; lo studio sullo spazio domestico e sulla sua complessità ha sempre introitato la questione del sito; l'articolazione della pianta dei volumi è stata il frutto di uno studio compositivo sulle relazioni con l'intorno, con la  topografia, con la luce e l'orientamento.
La terminazione fisica con la quale l'abitazione entra in relazione diretta con la luce naturale, al fine del controllo e della qualità luminosa all'interno della cellula abitativa, ha portato Coderch alla sperimentazione di sistemi del tutto personali e allo stesso tempo semplicemente mutuati dalla tradizione costruttiva catalana. Per l'architetto l'innovazione tecnica è un passo necessario per il rinnovamento formale dell'architettura. Quando la relazione con la luce solare non è affidata al serramento o alla sua persiana è l'architettura stessa a disporre a priori i controlli della luce.
La dialettica tra esterno ed interno, il gioco delle relazioni che ne scaturisce, dominano il progetto di Coderch che negli edifici residenziali si traduce in una complessità sia figurativa che materia, attraverso scomposizioni volumetriche degli elementi, aggetti e sottrazioni, nella composizione delle bucature, finestre, balconi e logge, nei materiali che assumono diverse consistenze, nei frangisole che in certi casi concorrono ad una vera e propria definizione dello spazio interno.
In tutti i progetti di insediamenti residenziali, realizzati o meno, Coderch lavora attraverso la reiterazione delle tipologie abitative, nelle quali riporta con forza i temi approfonditi lungamente nelle case unifamiliari, la definizione di un caratteristico schema distributivo, la frammentazione degli ambienti in unità sostanzialmente autonome, lo sviluppo di percorsi interni attraverso l'utilizzo di passaggi e corridoi, la centralità dei passaggi collettivi della casa. La tipologia a blocco consente al maestro catalano di continuare a lavorare all'applicabilità, in condizioni diverse, dei suoi schemi distributivi e della sua logica dell'abitare. La complessità delle piante è restituita nelle facciate attraverso l'utilizzo degli stessi elementi che definiscono l'involucro della casa, rivisitati e riproposti: balconi, verande, brise soleil, persiane e camini.